# Pfarrkirche Neu-Arzl

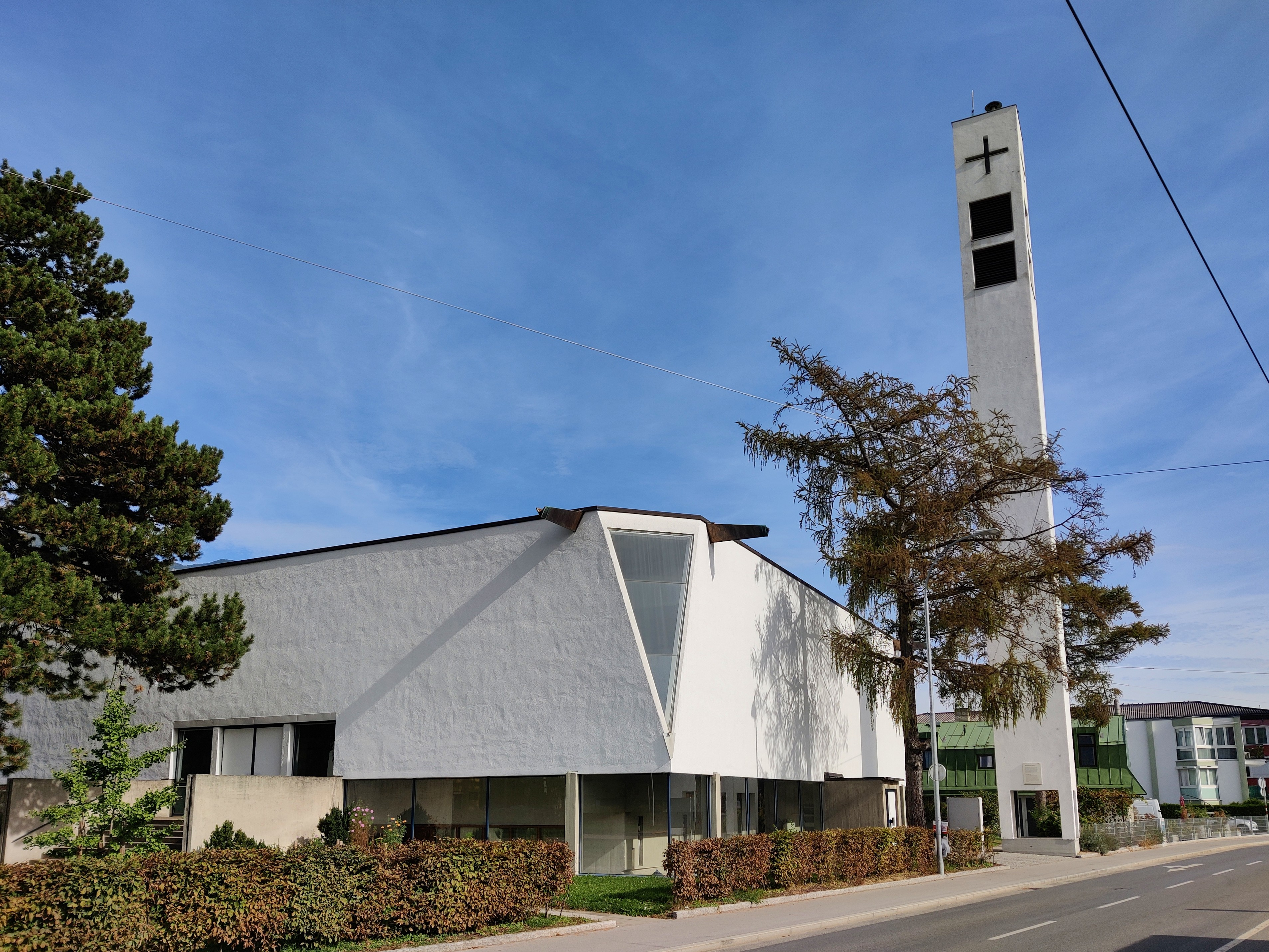
Die Kirche von Südwesten

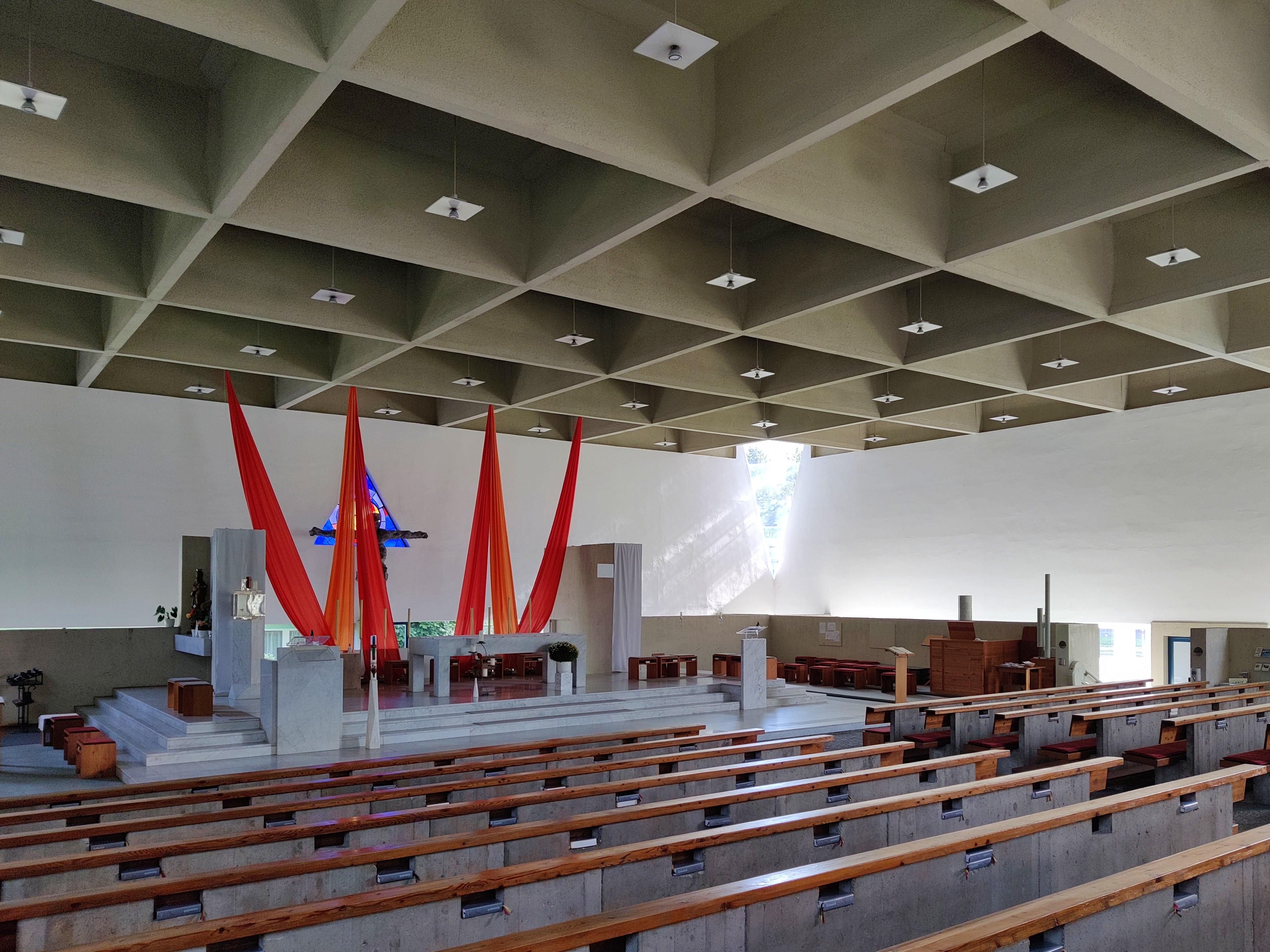
Innenraum der Kirche

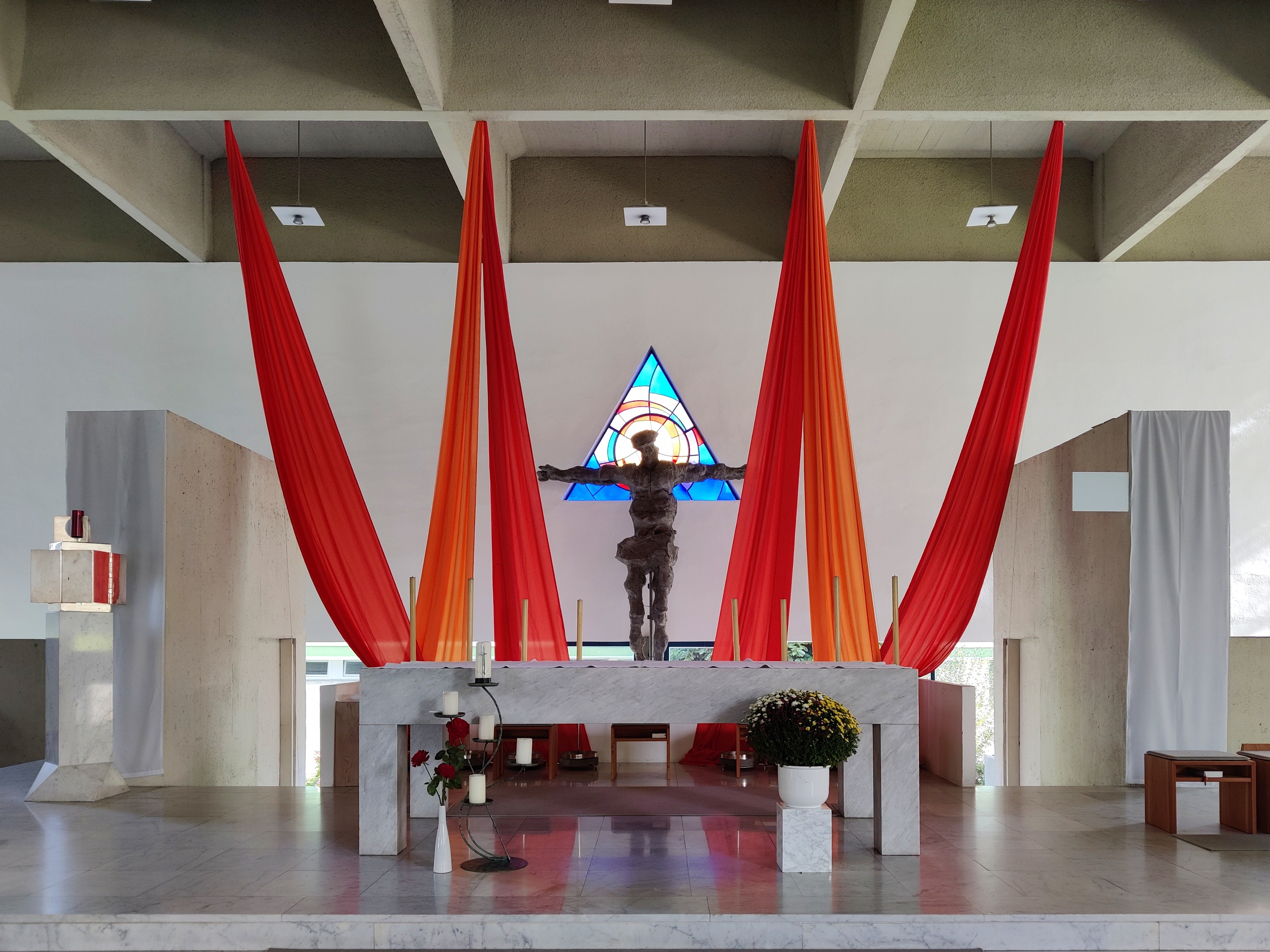
Altar

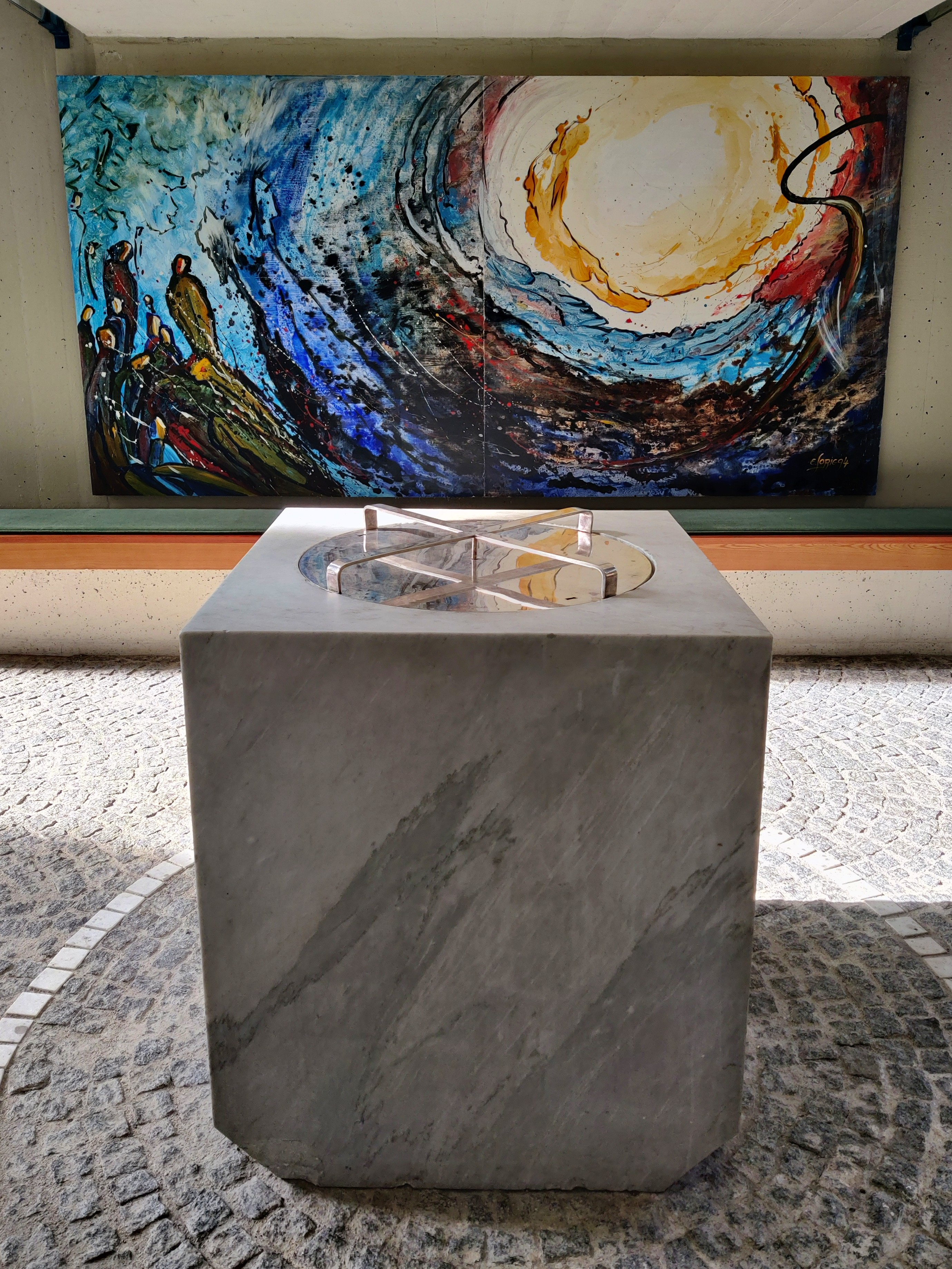
Taufbecken

Die römisch-katholische Pfarrkirche St. Pius X. steht im Olympischen Dorf in Innsbruck an der Grenze zu Neu-Arzl. Die Kirche wurde am 25. September 1960 vom Bischof Paulus Rusch dem 1954 heiliggesprochenen Papst Pius X. geweiht und steht unter Denkmalschutz (Listeneintrag).

## Geschichte
Der Innsbrucker Stadtteil Neu-Arzl erfuhr nach den 1950er Jahren einen hohen Bevölkerungs- und Bauzuwachs. Die Siedlung verfügte lange Zeit über eine bescheidene Notkirche, doch das Bevölkerungswachstum (1945 rund 900 Einwohner, 1960 bereits 2500) forderte den Bau einer Kirche. Sie sollte den neuen Mittelpunkt der Siedlung darstellen. 1958 gewann der junge Architekt Josef Lackner den ausgeschriebenen Wettbewerb, und von 1959 bis 1960 wurde die Kirche erbaut. 
Die vorhandenen Baumittel, das eher knappe Budget und die Situation in der katholischen Kirche zu dieser Zeit – die religiösen Ansichten wandelten sich und es gab einen großen Willen zur Veränderung – verlangten eine modern gehaltene Kirche, welche sich von den typischen Barockkirchen stark unterscheidet. Die Aufgabe des Architekten war, einen Gottesdienstraum voller Ruhe und Besinnung zu schaffen, der dem neuen Raumwollen gerecht wurde, ohne dabei einen großen Materialaufwand betreiben zu müssen. Es entstand eine ungewohnte, moderne Kirchenform, die in der Gemeinde und Bevölkerung durchaus umstritten war. Lackner war mit dem Projekt oft heftiger Kritik ausgesetzt, doch fand es auch bis heute Unterstützer.

## Bauform
Am Haupteingang steht auf weißem Marmor der Wahlspruch des Namenspatrons: „Alles in Christus erneuern“. Marmor gilt als Zeichen des Sakralen. 
Beim Betreten der Kirche durch den Haupteingang fällt der Blick sofort auf den Altar als bestimmendes Element und das große Jesuskreuz. Direkt hinter dem Kreuz befindet sich das einzige bunte Fenster der Kirche. Das Hauptmaterial ist Beton: Die Wände sind aus Sichtbeton, ebenso die Kassettendecke. Es gibt kaum Farben oder Verzierungen. Durch die schlichte Gestaltung des Raumes wird das Wesentliche, die Religion und das gemeinsame Feiern des Gottesdienstes, in den Vordergrund gerückt. 
Gleich einer Brücke, die sich über den Kreuzweg spannt, führt der Gang direkt auf den Altar zu. Der gesamte Kirchenraum wird von einer halbhohen Mauer umgeben, die ihn nach außen hin abgrenzt und der Gemeinde das Gefühl von Zusammenhalt gibt. 
Sinnbildlich kommt der Besucher aus dem Alltag, überquert den Taufgang – dieser gilt als Symbol für den Eintritt in die Kirche – mit Hilfe einer Brücke und findet sich als Teil einer geschlossenen Gemeinschaft wieder.
Der Altar besteht aus hochwertigem, weißem Marmor und hebt sich optisch vom restlichen Kirchenboden aus Kopfsteinpflaster ab. Die Sakristei befindet sich unter dem Altarraum. Die Gestaltung des Bodens mit einfachen Pflastersteinen führte zu heftigen Diskussionen mit dem Bischof, da dieser mit einem solch unedlen Boden nicht einverstanden war. Josef Lackner setzte seine Vorstellung durch, doch er musste auch Kompromisse eingehen. Er hatte zum Beispiel ursprünglich geplant, den Chor hinter dem Altar in eine Senke zu positionieren, sodass er nur vom Priester, aber nicht von den übrigen Besuchern gesehen wird. Aufgrund der Akustik stellte man den Chor dann aber doch direkt neben den Altar.
Dem Architekten war der Bezug zur Außenwelt besonders wichtig. Dieses Verbindung zwischen Innen und Außen versuchte er umzusetzen, indem er ein Fensterband komplett um die Kirche herumlaufen ließ. Auch die abgeschnittenen Ecken geben den Blick auf die Natur frei. Diese markante und außergewöhnliche Öffnungsform entstand, als Josef Lackner dem Pfarrer die fertigen Pläne und ein Arbeitsmodell der Kirche vorlegte. Doch der Pfarrer war nicht einverstanden mit den Lichtverhältnissen im Kirchenraum und fand sie zu dunkel. Daraufhin schnitt Lackner kurzerhand die Ecken des Modells mit einer Schere ab, so entstanden die großen Eckfenster. 
Die vielen Lampenstäbe, die erst nachträglich an der Decke installiert wurden, stellen einen Sternenhimmel dar. Sie wurden an Stelle der ursprünglich installierten Neonröhren angebracht, welche damals jedoch nicht in jeder Kassette der Kassettendecke installiert waren. 

## Kreuzweg

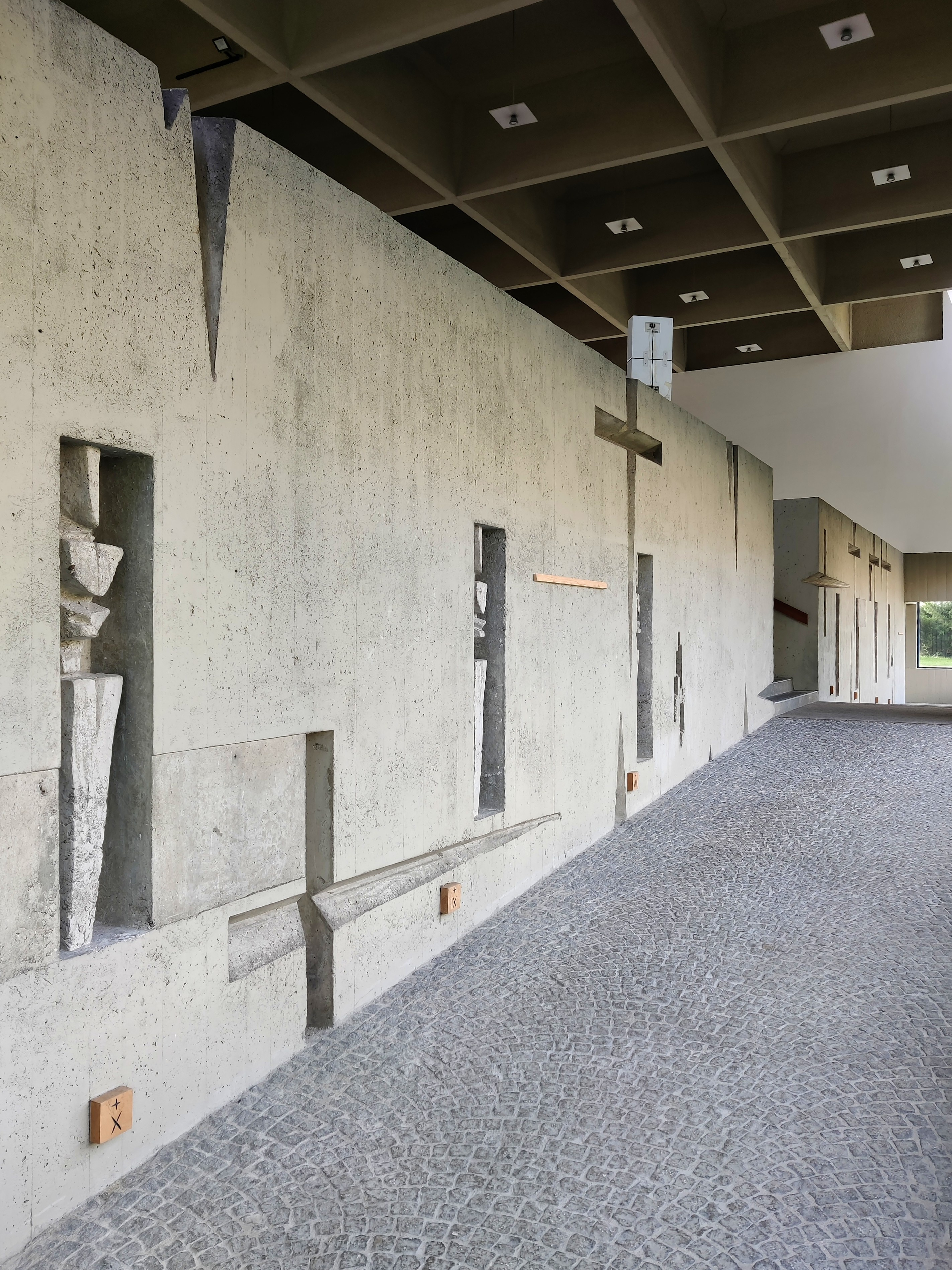
Kreuzweg

Einzigartig ist wohl der vom Bildhauer Hans Ladner gestaltete umlaufende Kreuzweg, extrem schlicht und reduziert, der ohne aufwändige Bilder und Farben auskommt. Bei den einzelnen Stationen des Leidensweges sind einfache aber sehr aussagekräftige Symbole in den Beton gemeißelt worden. Der „Keil“, der sich in vielen Stationen wiederfindet, symbolisiert die prägende Leidenserfahrung im Leben eines Menschen. Die abstrakt gestalteten Stationen ermöglichen verschiedene und individuelle Interpretationen.
Die 12. Station des Kreuzwegs, das Jesuskreuz, ist eine Betongussplastik. Dadurch entsteht eine abstrakte Form, Details sind schwer erkennbar, das Kreuz wirkt roh und brutal. Es steht im Gegensatz zu den detailliert gestalteten traditionellen Kreuzen aus Holz. Als der Bischof 1960 die Weihe der Kirche vollziehen sollte, scheiterte dieses Ereignis beinahe an dem Kreuz. Er weigerte sich die Kirche zu weihen, solange das Kreuz über dem Altar hing. Daraufhin wurde das Kreuz abgehängt und durch ein schlichtes Holzkreuz ersetzt. Das ursprüngliche, heute zu sehende, Kreuz der St.-Pius-Kirche lag über 25 Jahre in einem Nebengebäude und wurde erst 1985 an seinem vorgesehenen Platz wieder aufgestellt.